# Świetlik tępogłowy
Świetlik tępogłowy, świetlik (Myctophum punctatum) – gatunek morskiej ryby świetlikokształtnej z rodziny świetlikowatych (Myctophidae).

## Występowanie
Północny Ocean Atlantycki po region arktyczny oraz Morze Śródziemne. Gatunek batypelagiczny, występujący na granicy szelfu kontynentalnego – nad szelfem i w otwartych wodach oceanicznych. W Morzu Śródziemnym najliczniej występuje w dzień na głębokości 700–800 m, a w nocy na głębokości 40–45 m.

## Cechy morfologiczne
Polska nazwa gatunkowa tego świetlika nawiązuje do tępego zakończenia jego głowy.
Myctophum punctatum ma duży otwór gębowy i bardzo duże oczy. Na jego ciele występują liczne, charakterystycznie rozłożone fotofory. Dymorfizm płciowy uwidacznia się w ich położeniu. Osiąga 11 cm długości standardowej.
Opis płetw: D 12–14, A 19–22, V 8. Liczba kręgów: 40–42.

## Biologia i ekologia
Gatunek głębokowodny, odbywa dobowe migracje pionowe. Żyje w toni wodnej, w ciągu dnia przebywa na głębokości 225–750 m (maksymalnie 1000 m p.p.m.), w nocy podąża za planktonem do przypowierzchniowej warstwy wody na głębokość od zera do 125 m. Przy powierzchni tworzy czasem gęste skupienia, które nocą rozświetlają wodę zielonkawym światłem fotoforów.
Biologia świetlika tępogłowego jest słabo poznana. Tarło odbywa wiosną i wczesnym latem, prawdopodobnie w głębszych wodach. Ikra i larwy utrzymują się w głębokich wodach pelagialnych. Młode ryby podpływają bliżej powierzchni.
Jest to typowy oportunista pokarmowy. Żywi się wieloma gatunkami zwierząt z różnych grup systematycznych, głównie widłonogami i szczętkami, ale także wczesnymi stadiami krabów, ogonicami, szczecioszczękimi oraz ikrą innych ryb. Dieta poszczególnych osobników zmienia się z wiekiem. Dojrzewa płciowo przy długości około 5 cm. Samica składa od kilku do 900 ziaren ikry.

## Znaczenie gospodarcze
Gatunek bez znaczenia gospodarczego.